# Tilloy-lès-Conty
Tilloy-lès-Conty är en kommun i departementet Somme i regionen Hauts-de-France i norra Frankrike. Kommunen ligger i kantonen Conty som tillhör arrondissementet Amiens. År 2018 hade Tilloy-lès-Conty 245 invånare.

## Befolkningsutveckling
Antalet invånare i kommunen Tilloy-lès-Conty
| Referens: INSEE |